# Love Me Tender
"Love Me Tender" é uma canção de Elvis Presley gravada em 1956 e incluída na trilha sonora do filme Love Me Tender e, posteriormente, no repertório do cantor no documentário Elvis: That's the Way It Is, de 1970.

## História
O principal escritor das letras foi Ken Darby, que também adaptou a música de Guerra Civil de Poulton, que estava no domínio público. A música foi publicada por Elvis Presley Music. e creditado à esposa de Presley e Darby, Vera Matson. Presley recebeu crédito de co-compositor devido ao seu contrato de publicação da Hill & Range, que exigia que os compositores concedessem 50% do crédito de sua música se quisessem que Presley a gravasse; Presley tinha entrada de composição em apenas um número muito pequeno das muitas músicas que ele gravou.

## Gravação de Elvis Presley
O single estreou em segundo lugar na parada de singles pop "Best Sellers in Stores", foi a primeira vez que um single fez sua primeira aparição nesta posição.